# Lakat
 Ovo je glavno značenje pojma Lakat. Za druga značenja pogledajte Lakat (razdvojba).
Lakat (lat. articulatio cubiti) je složeni zglob na čovjekovom tijelu. On se nalazi na ruci između proksimalnog i distalnog dijela ruke. 

## Zglobovi u laktu
Lakat se sastoji od tri manja zgloba, a to su:

- Articulatio humeroradialis
- Articulatio humeroulnaris
- Articulatio radioulnaris proximalis

## Kosti lakatnog zgloba
U lakatnom zglobu se nalaze i tri kosti, a to su: nadlaktična kost (humerus), lakatna kost (ulna) i palčana kost (radius).

## Pokreti u lakatnom zglobu
U medicini je vrlo bitno istaknuti i pokrete u određenim zglobovima, pa se u laktu susrećemo s:

- fleksijom (flexio)
- ekstenzijom (extensio)
- supinacijom (supinatio)
- pronacijom (pronatio).

## Mišići
Mišići koji sudjeluju u pokretima lakta su:

- musculus biceps brahii
- musculus triceps brahii
- flexori podlaktice (musculis flexor carpi radialis...)
- ekstenzori podlaktica (musculus extensor carpi radialis...)